# Zapardiel de la Cañada
Zapardiel de la Cañada község Spanyolországban, Ávila tartományban. Zapardiel de la Cañada Arevalillo, Martínez, Diego del Carpio, Pascualcobo, Tórtoles, Mesegar de Corneja és Becedillas községekkel határos. Lakosainak száma 84 fő (2024).

## Népesség
A település népessége az utóbbi években az alábbiak szerint változott:
| Lakosok száma | 181  | 158  | 144  | 126  | 119  | 103  | 98   | 94   | 85   | 84   |
|               | 2001 | 2004 | 2006 | 2009 | 2011 | 2014 | 2016 | 2019 | 2021 | 2024 |